# Cecil Green
Cecil Green (n. 30 septembrie 1919 – d. 29 iulie 1951) a fost un pilot de curse auto american care a evoluat în Campionatul Mondial de Formula 1 între anii 1950 și 1951.